# Вест Бабилон (Њујорк)
Вест Бабилон (енгл. West Babylon) насељено је место без административног статуса у америчкој савезној држави Њујорк.

## Демографија
По попису из 2010. године број становника је 43.213, што је 239 (-0,6%) становника мање него 2000. године.
| Група             | 2000.          | 2010.          |
| Белци             | 34.253 (78,8%) | 31.322 (72,5%) |
| Афроамериканци    | 4.483 (10,3%)  | 4.840 (11,2%)  |
| Азијати           | 825 (1,9%)     | 1.177 (2,7%)   |
| Хиспаноамериканци | 3.344 (7,7%)   | 5.262 (12,2%)  |
| Укупно            | 43.452         | 43.213         |